# Esperantomuseum der Österreichischen Nationalbibliothek
Das Esperantomuseum der Österreichischen Nationalbibliothek ist weltweit eines der ältesten Sprachmuseen und eine der bedeutendsten Einrichtungen seiner Art. Seit der Gründung im Jahr 1927 verfügt das Esperantomuseum über eine umfangreiche Bibliothek, die 1990 die Bezeichnung Sammlung für Plansprachen erhielt. Eine über 90-jährige kontinuierliche Sammeltätigkeit ließ die weltweit größte Fachbibliothek für Esperanto, Plansprachen und Interlinguistik entstehen.

## Geschichte
Das Esperantomuseum wurde 1927 von Hugo Steiner als Verein gegründet und 1928 unter der Bezeichnung „Internationales Esperanto-Museum“ als Sammlung in die Nationalbibliothek integriert. Laut Hugo Steiner entstand die Idee zur Gründung eines Esperantomuseums während des 19. Esperanto-Weltkongresses in Danzig 1927 und geht zurück auf Felix Zamenhof, einen Bruder von Ludwik Zamenhof. Nach der Annexion Österreichs musste die Sammlung 1938 geschlossen werden, 1947 erfolgte die Wiedereröffnung im Michaelertrakt der Hofburg. 2005 übersiedelten das Esperantomuseum und die Sammlung für Plansprachen in das Palais Mollard-Clary in die Wiener Herrengasse 9.

## Sammlung
Die Sammlung für Plansprachen ist mit mehr als 150.000 Medien die weltweit größte Fachbibliothek für Interlinguistik und dokumentiert circa 500 verschiedene Plansprachen(projekte), darunter Volapük, Ido, Interlingue (Occidental) und Interlingua. Die Sammlung bewahrt ca. 45.000 Bibliotheksbände, 30.000 Briefe und Manuskripte, 22.000 Fotos, 4.500 verschiedene Periodikatitel, 3.500 museale Objekte, 1.800 Plakate, 1.700 audiovisuelle Medien und 80 Archive persönlicher und institutioneller Provenienz, darunter Bestände von Marjorie Boulton, Kálmán Kalocsay, Juan Régulo Pérez, Manuel de Seabra, Eugen Wüster, Ludwik Zamenhof sowie das Archiv der Universala Esperanto-Asocio. Die Bestände sind in den Katalogen QuickSearch und ÖNB Digital online durchsuchbar, mehr als 45.000 Katalogisate haben einen direkten Link zum Digitalisat.

## Ausstellung

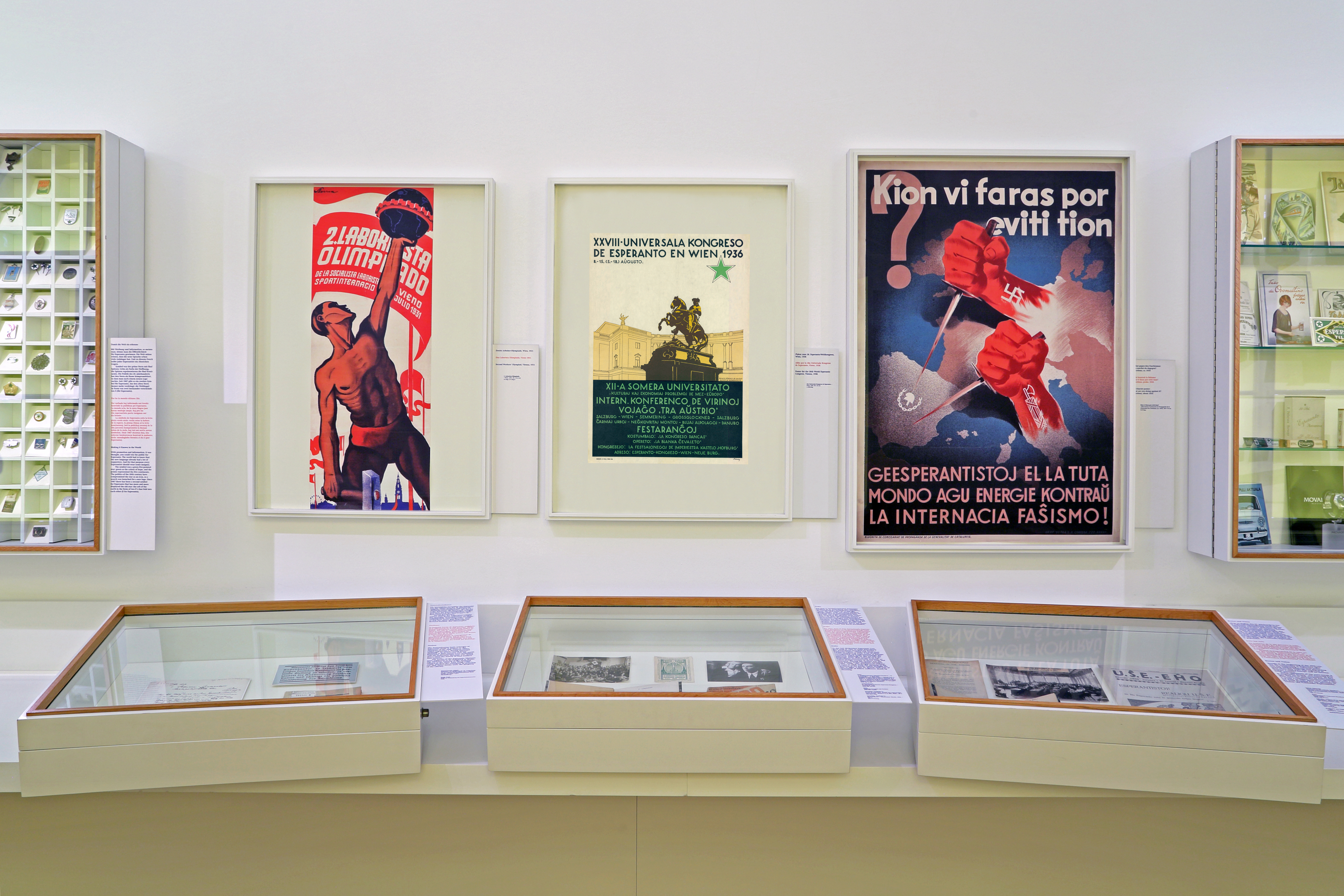
Dauerausstellung im Esperantomuseum

Die multimediale Dauerausstellung thematisiert die wechselvolle Geschichte des Esperanto, von der Veröffentlichung des Unua Libro 1887 über die rasche Verbreitung vor dem Ersten Weltkrieg und die Verfolgungen während des Nationalsozialismus bis zur Sprachpraxis in der Gegenwart. Dass Esperanto auf dem Gebiet der Literatur bis in die Gegenwart konstant Fortschritte macht, zeigt u. a. die Esperanto-Originalliteratur von Gyula Baghy, William Auld und Spomenka Štimec, die in mehrere Sprachen übersetzt wurde. Über interaktive Medienstationen werden auch andere Plansprachen präsentiert, wie etwa die mystische Sprache Lingua Ignota der Hildegard von Bingen, die musikalische Sprache Solresol oder das Klingonische aus der Fernsehserie Star Trek.